# Howard Walter Florey
Baron Howard Walter Florey [hávard vólter flóri], PRS, avstralsko-britanski patolog, * 24. september 1898, Adelaide, Avstralija, † 21. februar 1968, Oxford, Anglija.
Leta 1945 je za prispevek pri ekstrakciji penicilina skupaj z Alexandrom Flemingom in Ernstom Borisom Chainom prejel Nobelovo nagrado za medicino. Za svoje dosežke je prejel tudi več plemiških naslovov. 

## Življenje
Rodil se je kot najmlajši izmed petih otrok. Bil je zelo uspešen študent in tudi športnik. Med letoma 1917 in 1921 je študiral medicino na Univerzi v Adelaidu. Tam je spoznal Ethel Reed, bodočo ženo in sodelavko pri raziskovanju. Študij je pozneje nadaljeval v Oxfordu. Leta 1927 je pridobil doktorat na Univerzi v Cambridgeu.
Služboval je v Združenih državah Amerike in na Univerzi v Cambridgeu, leta 1931 pa se je zaposlil kot patolog na Univerzi v Sheffieldu. Leta 1935 se je kot profesor patologije vrnil v Oxford, kjer je vodil raziskovalno ekipo. Leta 1938, ko je sodeloval z Ernstom Borisom Chainom in Normanom Heatleyem, se je seznanil s Flemingovimi odkritji na področju antibiotičnega delovanja penicilina. Njegova raziskovalna ekipa je odkrila način za množično pridobivanje plesni Penicillium chrysogenum ter metodo za uspešno ekstrakcijo penicilina. Leta 1945 je to odkritje omogočilo industrijsko pridobivanje penicilina za potrebe zaveznikov v druge svetovne vojne.
Kraljeva družba iz Londona mu je leta 1951 za njegove pomembne prispevke k patologiji s svojimi raziskavami funkcij sluzca in svojim delom o penicilinu ter drugih antibiotikih podelila svojo Kraljevo medaljo, leta 1956 pa svojo Copleyjevo medaljo.